# 챌린저 우주왕복선

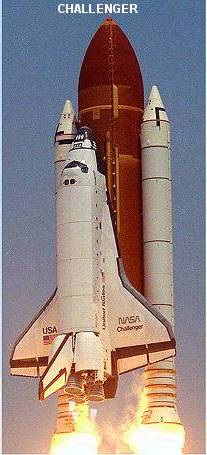
챌린저 호의 발사

챌린저 우주왕복선(영어: Space Shuttle Challenger, 제식번호 OV-099)은 두 번째로 임무에 투입된 미국항공우주국의 우주왕복선이다. 이름은 마리아나 해구의 깊이를 최초로 측정한 영국 탐험선 HMS 챌린저에서 따 온 것이다. 구조시험용 주프레임인 STA-099를 주프레임으로 하여 제작된 뒤 1983년 4월 4일 처음 발사되었으며, 1986년 1월 28일 STS-51-L 임무를 위해 발사되었으나, 발사 73초만에 공중에서 선체가 파괴, 승무원 7명 전원이 사망했다.
사고의 원인은 고체 로켓 부스터에 사용된 고무 재질의 O링이 추운 날씨 때문에 탄력을 잃어버렸기 때문이었다. 고온·고압의 가스가 O링 사이로 누출되어 불이 붙었고, 이에 외부 연료 탱크가 붕괴되었다. 사고 원인은 미국 대통령 명령에 의한 조사 위원회의 조사 결과 밝혀졌는데, 조사 위원 중 사고의 원인을 짐작하고 있었던 공군 관계자가 같은 조사 위원인 리처드 파인만 박사에게 힌트를 준 것이 기폭제가 되어 기자 회견 중 그에 의해 공개되었다.
조사 결과가 공개되자, 명백한 인재(人災)였다는 논란이 미국 여론에서 일어났다.

## 같이 보기
- 챌린저 우주왕복선 폭발 사고
- 로널드 맥네어 - 챌린저호에 두번 탑승한 우주비행사. 챌린저 우주왕복선 폭발사고로 희생되었다. 그 외에도 챌린저호에 두번 탑승한 적이 있는 우주비행사는 여섯 명이 더 있으며 챌린저호에 세 번 탑승한 우주비행사(로버트 크리펜)도 있다.